# 東北海軍
東北海軍（とうほくかいぐん）は、中華民国北軍閥政府の時代に北東奉天軍によって設立され、1920年代以降中国東北部に存在した海軍。

## 歴史
第一次奉直戦争後の1922年8月、河川や沿岸防備の必要性を感じた張作霖は海軍建設準備のための機構である航警処を設け、沈鴻烈を処長とした。
それより前、黒龍江督軍鮑貴卿による江防艦隊建設の提案を受け、1919年7月に北京政府海軍部は吉黒江防籌備所を立ち上げた。1920年5月には吉黒江防司令部に改組。砲艦「江亨」、「利川」、「利捷」、「利綏」などが艦隊に編入され、王崇文少将が吉黒江防司令となった。しかし、その後資金不足となり、1922年には張作霖が経費負担と引き換えに艦隊を東三省自治政府の管轄下に置くことを認めさせ、翌年には東三省保安司令部の指揮下に入った。司令は毛鐘才、次いで沈鴻烈が兼任した。
1923年1月には人材育成のため葫蘆島に海軍学校（葫蘆島航警学校、1930年に葫蘆島海軍学校と改称）が設けられた。
第二次奉直戦争前や戦争中には奉天派は日本から艦艇購入を図り、紆余曲折はあったが水雷艇「飛鵬」（元「水雷艇四六号」で「第一宇部丸」となっていたものを水雷艇に戻す）や「鎮海」（日本船「嘉代丸」を巡洋艦に改造）を入手。1925年に保有艦艇を以て吉黒江防艦隊と海防艦隊が編成され、翌年には両艦隊を統括し沈鴻烈を司令とする東北海軍司令部が設けられた。
1926年11月、渤海艦隊の「海圻」を接収。1927年には渤海艦隊全体や青島の施設を接収し、青島を東北海軍第一艦隊の基地とした。また、長山八島に第二艦隊の根拠地が建設された。1929年時点では東北艦隊は艦艇26隻、人員1万名以上となっていた。
しかし、1929年10月の中ソ同江戦役で艦艇6隻が沈むなどの損害を受け、また資金も不足するようになっていった。
柳条湖事件以降、内部での争いや江防艦隊が満州国へ編入されたことで東北海軍は衰退した。